# DAF
|  | Per a altres significats, vegeu «DAF (desambiguació)». |

DAF és una marca de camions neerlandesa. És una divisió de PACCAR, amb les seves oficines i plantes de fabricació a Eindhoven, Països Baixos. També té una planta de producció de components a Westerlo, Bèlgica. Alguns dels models dels camions venuts amb la marca DAF són dissenyats i venuts per Leyland Trucks a la seva planta d'Anglaterra.
Les inicials de DAF signifiquen Van Doornes Automobilfabrieken, que en neerlandès significaria Fàbrica d'Automòbils Van Doornes.

## Models de Camions

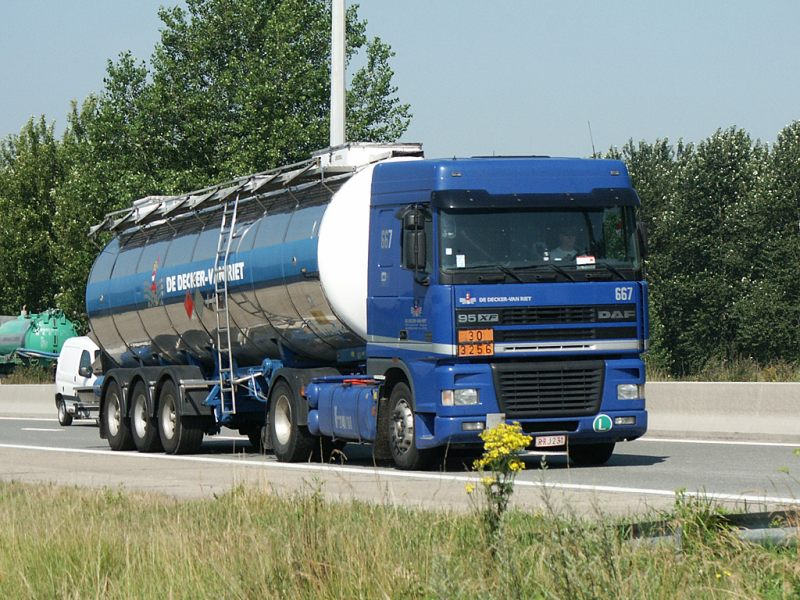
DAF 85XF

- DAF XF105
- DAF LF
- DAF CF
- DAF 95XF
- DAF XF95
- DAF 2300
- DAF 2800
- DAF 3300

## Models d'automòbils

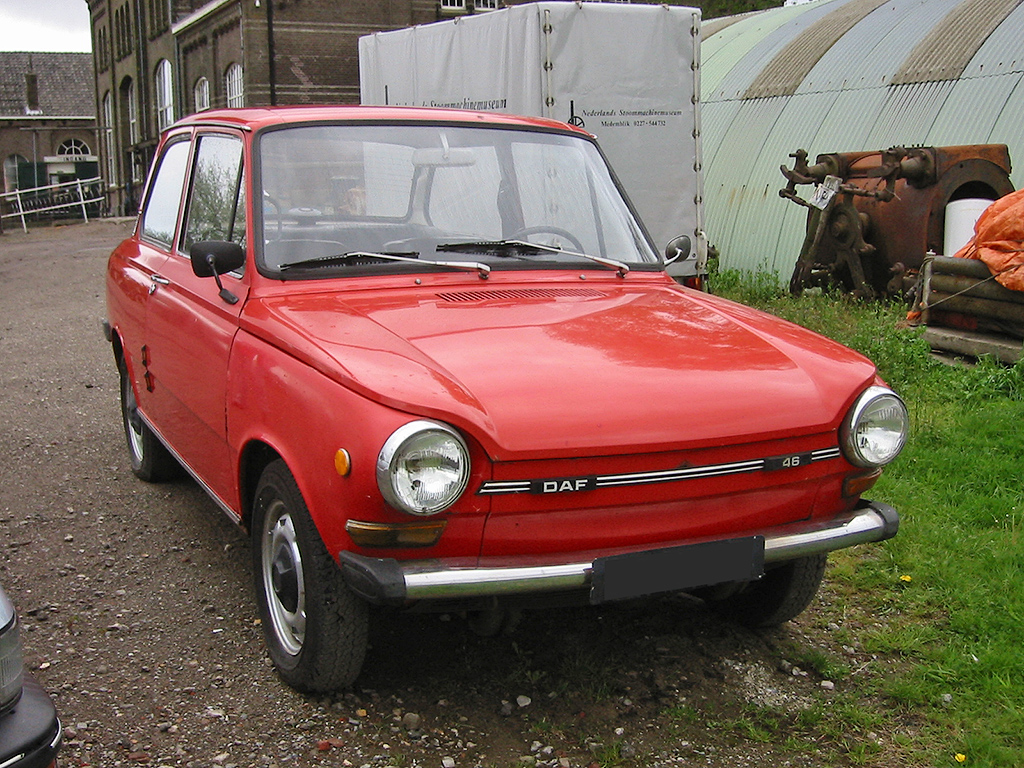
DAF 46

- DAF 600
- DAF 750
- DAF 30
- DAF 31
- DAF 32
- DAF 33
- DAF 44
- DAF 46
- DAF 55
- DAF 66